# 戈吉 (馬里)
戈吉（法語：Gogui），是馬里的城鎮，位於該國西部，由卡伊區的尼奧羅省負責管轄，處於與毛里塔尼亞接壤的邊境，面積1,460平方公里，海拔高度223米，2009年人口12,433，人口密度每平方公里8.52人。
15°41′9″N 9°19′47″W / 15.68583°N 9.32972°W